# 释放 (爱莉安娜·格兰德歌曲)
《释放》（英語："Break Free"）是美国歌手爱莉安娜·格兰德的一首歌曲，並客串德籍俄裔电子音乐制作人捷德。收錄於爱莉安娜第二张录音室专辑《我的全部》。2014年7月2日，在音乐电视网的《互动全方位》节目上，格兰德首次表演了这首单曲，当天的晚些时候，单曲正式发布。这首单曲也是爱莉安娜·格兰德——这位流行与R&B歌手——在电子舞曲这一音乐类型上的首次尝试。
《释放》在美国公告牌百强单曲榜上最高曾达到第四位，成为《我的全部》这张专辑中的连续第三首，以及格兰德个人连续第四首在该榜单上进入前十名的单曲。截至2016年三月，这首单曲在美国已经售出了180万份，成为格兰德第四首销量突破百万的单曲。《释放》曾与《砰砰》和《难题》于同一周在公告牌百强单曲榜上进入前十位，因此，格兰德成为继愛黛兒之后，第二个三首单曲同时进入该榜单前十位的女歌手。

## 创作过程
《释放》是由沙凡·科提查，捷德和马克斯·马丁三人共同创作，并由后两者共同创作的歌曲。
在2014年5月的一次采访中，捷德谈到了这首单曲， 他表示，在环球唱片举办的一次表演中第一次听到格兰德的声音后，他便萌生了与其合作的想法。他说：“我当时在后台听到台上有人唱歌。我不知道她是谁，但我知道我一定要与她合作一首歌。很高兴，我们创作出了这首歌。”格兰德在四月下旬《公告牌》杂志的一次采访中谈到了这次合作。 她将这首歌描述为“一次美妙的实验”，并进一步指出，“我从未想过我会在一首电子舞曲中献声，但是，这是一个让我大开眼界的经历，现在我只想跳舞。”随后，她在Wango Tango演唱会上谈到了这首歌，并表达了将其作为第二首单曲的想法。
根据Kobalt音乐集团在Musicnotes.com上发表的乐谱，《释放》这首歌以G小调为主。爱莉安娜·格兰德告诉时代杂志，有些歌词看上去是错误的，“我一直在与[马克斯·马丁]争论。我不想唱一首歌词有语法错误的歌曲，救救我，上帝！麦克斯却说：‘这很有趣——试试看吧！’”

## 发行
2014年5月10日，在格兰德在Wando Tango演唱会结束后的一次采访中，她透露《释放》将是她在《难题》之后的下一支单曲。她说，“我与捷德合作了一首歌曲，我在这里第一次表演了这首歌曲，我真的很喜欢这首歌。我希望这是第二支单曲。我的整个团队觉得，‘现在打新单太早了，'但是我真的喜欢的这首歌。他很棒，让这首歌变得很有趣。”
格兰德在整个六月不停地在社交媒体上透露新单曲的信息，并于6月21日在推特上确认歌曲将于捷德合作，并公布了歌曲的名字。为了增加关注，格兰德在《释放》发布前十天在网上启动了一次倒计时活动。6月28日，格兰德在自己的Instagram上上传了歌曲的一段抢先版视频。
2014年7月2日，《释放》在音乐电视网的《互动全方位》节目中一次半小时的特别节目《Total Ariana Live》上进行了首播。歌曲在TRL首映后的几小时后开放了iTunes的数字下载。不久之后，歌曲便在iTunes销售榜上登顶。

## 评价
Idolator网站的Rachel Sonis给予了这首歌正面的评价，将其称作“夏日派对的主题曲”，并认为格兰德的新单曲“踏入了一个全新的领域。”数码间谍网站的Lewis Cornern给了这首歌四颗星，并表示这首歌“非常的吸引人”。 Pitchfork的Larry Fitzmaurice同样很喜欢这首歌曲，并赞扬了歌曲的制作与演唱，他表示：“从俏皮的前奏到吸引人的节奏，《释放》拥有罗苹那样精彩的制作；同时，格兰德卓越的歌唱技巧，使得声音的部分同样精彩。”
《释放》在2014年青少年选择奖上被提名为最佳分手歌曲。 并在2015年公告牌音乐奖上被提名为最佳舞曲/电子歌曲。

## 商业表现
在美国，《释放》在首周空降公告牌百强单曲榜第15名，并取得了161,000次下载的成绩。 8月18日官方音乐录影带释出后，《释放》在该榜单上升至第4位。 格兰德的另外两首单曲，《砰砰》和《难题》在该周分别位于第10名和第7名。同时进入前十名的这三首单曲，使得格兰德成为继愛黛尔之后，第二个三首单曲同时进入该榜单前十位的女歌手。同一周，《释放》以116,000次下载的成绩，在公告牌数字单曲榜上升至第4位，《砰砰》与推广曲《最美的错误》（与大肖恩合作）在此周分别位于该榜单第2和第6名。这三首同时位于前六名的歌曲,使得格兰德成为第一位在该榜单上同时拥有三首前六名单曲的女艺人，以及继迈克尔·杰克逊之后，第二位获得此成绩的艺人。 这首单曲也是捷德第二首进入前十的单曲，同时是他所有单曲中成绩最好的一支。截至2016年3月，歌曲已售出180万份。
国际上，这首歌也在澳大利亚、 奥地利、 加拿大、 芬兰、 爱尔兰， 荷兰、 新西兰、 波兰、 和瑞典的榜单上进入了前十名。

## 音乐录影带
音乐录影带拍摄于2014年6月10日至12日。由Chris Marrs Piliero导演。录影带以星际为主题，格兰德指出，视频的灵感来自1968年的科幻电影《太空英雄芭芭丽娜》和《星球大战》。 录影带的情节为：格兰德在一个虚构的星球背叛了她所效忠的外星邪恶组织，将一群囚犯释放出来。她后来被一个巨大的机器人和那个星球的霸主攻击。她的成功地杀死了那些恶棍，并以结束格兰德和她救走的囚犯在飞向太空的飞船中聚会。这首歌的制作人捷德在此场景中露脸。
2014年8月12日，在官方公告发出后一小时，音乐录影带在YouTube上首发。10月5日，录影带的播放量超过了1亿，成为了继《难题》和《方式》之后，格兰德第三个获得Vevo认证的音乐录影带。三天后，录影带在迪士尼频道上进行了首次电视播出。

## 现场表演
2014年8月22日，爱莉安娜在洛杉矶IHeartRadio剧场中进行了首次现场表演。 2014年8月24日，她在2014年MTV音乐录影带大奖的颁奖现场上进行了第二次表演。 之后，她于8月27日登上《美国达人》，8月29日登上《今日秀》，9月8日登上澳大利亚版《X音素》进行表演。 9月19日，她在iHeartRadio音乐节表演了这首单曲。 2014年9月27日，她以一半清唱、一半伴奏的方式，在《周六夜现场》上表演了《释放》。2014年11月9日，爱莉安娜在2014年MTV欧洲音乐奖的颁奖现场再次表演了这首单曲。 阿2014年11月23日，爱莉安娜在全美音乐奖上表演了这首单曲。

## 曲目列表
美国/欧洲CD单曲/数字下载
1. 《释放》- 3:35

## 榜单表现
| 榜单 (2014–15年)                             | 最高排位 |
| -------------------------------------------- | -------- |
| 澳大利亚（澳大利亚唱片业协会單曲榜）         | 3        |
| 澳大利亚舞曲榜 (ARIA)                        | 1        |
| 奥地利（Ö3四十强单曲榜）                     | 5        |
| 比利时佛兰德（Ultratop五十强单曲榜）         | 17       |
| 比利时佛兰德（Ultratop舞曲榜）               | 13       |
| 比利时瓦隆（Ultratop五十强单曲榜）           | 17       |
| 比利时瓦隆（Ultratop舞曲榜）                 | 2        |
| 巴西 (Billboard Brasil Hot 100)              | 81       |
| 加拿大（Canadian Hot 100）                   | 5        |
| 加拿大（《告示牌》Canada AC）                | 29       |
| 加拿大（《告示牌》Canada CHR）               | 3        |
| 加拿大（《告示牌》Canada Hot AC）            | 10       |
| 捷克（電台百強單曲榜）                       | 30       |
| 捷克（百強數位單曲榜）                       | 3        |
| 丹麥（Hitlisten单曲榜）                      | 19       |
| 歐洲（《告示牌》Euro Digital Song Sales）    | 12       |
| 芬兰（芬蘭官方單曲榜）                       | 4        |
| 法国（法國唱片出版業公會單曲榜）             | 27       |
| 德国（德國官方單曲榜）                       | 12       |
| 愛爾蘭（愛爾蘭唱片音樂協會单曲榜）           | 9        |
| 意大利 (FIMI)                                | 16       |
| 日本 (Japan Hot 100)                         | 19       |
| 荷兰（荷蘭四十強單曲榜）                     | 3        |
| 荷兰（百强单曲榜）                           | 6        |
| 新西兰（新西兰唱片音乐协会单曲榜）           | 5        |
| 挪威（世道單曲榜）                           | 4        |
| 波蘭（波蘭百大電台榜）                       | 9        |
| 波蘭（波蘭五十強舞曲榜）                     | 19       |
| 蘇格蘭（官方榜单公司單曲榜）                 | 12       |
| 斯洛伐克（電台百強單曲榜）                   | 21       |
| 斯洛伐克（百強數位單曲榜）                   | 3        |
| 韩国国际榜 (GAON)                            | 12       |
| 西班牙（西班牙音樂製作協會）                 | 14       |
| 瑞典（瑞典最熱榜）                           | 6        |
| 瑞士（瑞士热门音乐榜）                       | 15       |
| 英國（官方榜单公司單曲榜）                   | 16       |
| 英國（官方榜单公司下載榜）                   | 15       |
| 美国（《告示牌》百大單曲榜）                 | 4        |
| 美國（《告示牌》成人當代單曲榜）             | 26       |
| 美國（《告示牌》Adult Pop Airplay）          | 23       |
| 美國（《告示牌》Dance Club Songs）           | 3        |
| 美國（《告示牌》Hot Dance/Electronic Songs） | 1        |
| 美國（《告示牌》Pop Airplay）                | 4        |
| 美國（《告示牌》Rhythmic Songs）             | 15       |
| 委内瑞拉 (Record Report)                     | 78       |

| 榜单 (2014年)                            | 排名 |
| ---------------------------------------- | ---- |
| 澳大利亚 (ARIA)                          | 39   |
| 奥地利 (Ö3 Austria Top 40)               | 71   |
| 比利时法蘭德斯 (Ultratop 50 Flanders)            | 96   |
| 比利时法蘭德斯舞曲榜 (Ultratop Flanders)         | 55   |
| 比利时瓦隆尼亚舞曲榜 (Ultratop Wallonia) | 30   |
| 加拿大 (Canadian Hot 100)                | 33   |
| 德国 (Official German Charts)            | 84   |
| 意大利 (FIMI)                            | 61   |
| 日本 (Japan Hot 100)                     | 72   |
| 荷兰 (Single Top 100)                    | 21   |
| 英国单曲榜 (Official Charts Company)     | 86   |
| 美国公告牌百强单曲榜                     | 37   |
| 美国电音/舞曲榜 (《公告牌》)             | 6    |
| 美国主流40强单曲榜 (《公告牌》)          | 26   |

| 榜单 (2015年)                | 排名 |
| ---------------------------- | ---- |
| 日本 (Japan Hot 100)         | 61   |
| 美国电音/舞曲榜 (《公告牌》) | 13   |

| 榜单 (2016年)        | 排名 |
| -------------------- | ---- |
| 日本 (Japan Hot 100) | 61   |

## 认证与销量
| 地區                                                                       | 认证    | 认证单位/销量 |
| -------------------------------------------------------------------------- | ------- | ------------- |
| 澳大利亚（澳大利亚唱片业协会）                                             | 6× 白金 | 420,000‡      |
| 巴西（巴西唱片業協會）                                                     | 钻石    | 250,000‡      |
| 加拿大（加拿大音乐协会）                                                   | 4× 白金 | 320,000‡      |
| 德国（聯邦音樂產業協會）                                                   | 白金    | 400,000‡      |
| 意大利（意大利音乐产业联盟）                                               | 2× 白金 | 100,000‡      |
| 日本（日本唱片協會）                                                       | 白金    | 250,000*      |
| 荷兰（荷蘭音像製品製作與進口協會）                                         | 2× 白金 | 60,000^       |
| 新西兰（新西兰唱片音乐协会）                                               | 金      | 7,500*        |
| 挪威（國際唱片業協會挪威分会）                                             | 4× 白金 | 240,000‡      |
| 葡萄牙（葡萄牙唱片業協會）                                                 | 金      | 5,000‡        |
| 西班牙（西班牙音樂製作協會）                                               | 白金    | 40,000‡       |
| 瑞典（瑞典唱片業協會）                                                     | 4× 白金 | 160,000‡      |
| 瑞士（國際唱片業協會瑞士分会）                                             | 金      | 15,000‡       |
| 英国（英国唱片业协会）                                                     | 白金    | 687,000       |
| 美国（美國唱片業協會）                                                     | 3× 白金 | 1,900,000     |
| 流媒体                                                                     |         |               |
| 丹麦（國際唱片業協會丹麥分會）                                             | 白金    | 2,600,000†    |
| 日本（日本唱片協會）                                                       | 白金    | 100,000,000†  |
| 西班牙（西班牙音樂製作協會）                                               | 白金    | 8,000,000†    |
| *僅含認證的實際銷量 ^僅含認證的出貨量 ‡僅含認證的+實際銷量 †僅含認證的銷量 |         |               |

## 发行历史
| 区域   | 日期          | 格式     | 厂牌     |
| ------ | ------------- | -------- | -------- |
| 美国   | 2014年7月3日  | 数字下载 | 共和唱片 |
| 法国   | 2014年7月4日  | 数字下载 | 共和唱片 |
| 意大利 | 2014年7月4日  | 数字下载 | 共和唱片 |
| 日本   | 2014年7月4日  | 数字下载 | 共和唱片 |
| 美国   | 2014年7月8日  | 热歌电台 | 共和唱片 |
| 美国   | 2014年7月8日  | 节奏当代 | 共和唱片 |
| 英国   | 2014年8月6日  | 数字下载 | 共和唱片 |
| 爱尔兰 | 2014年8月6日  | 数字下载 | 共和唱片 |
| 意大利 | 2014年9月26日 | 主流电台 | 环球唱片 |